# Carretilla pórtico

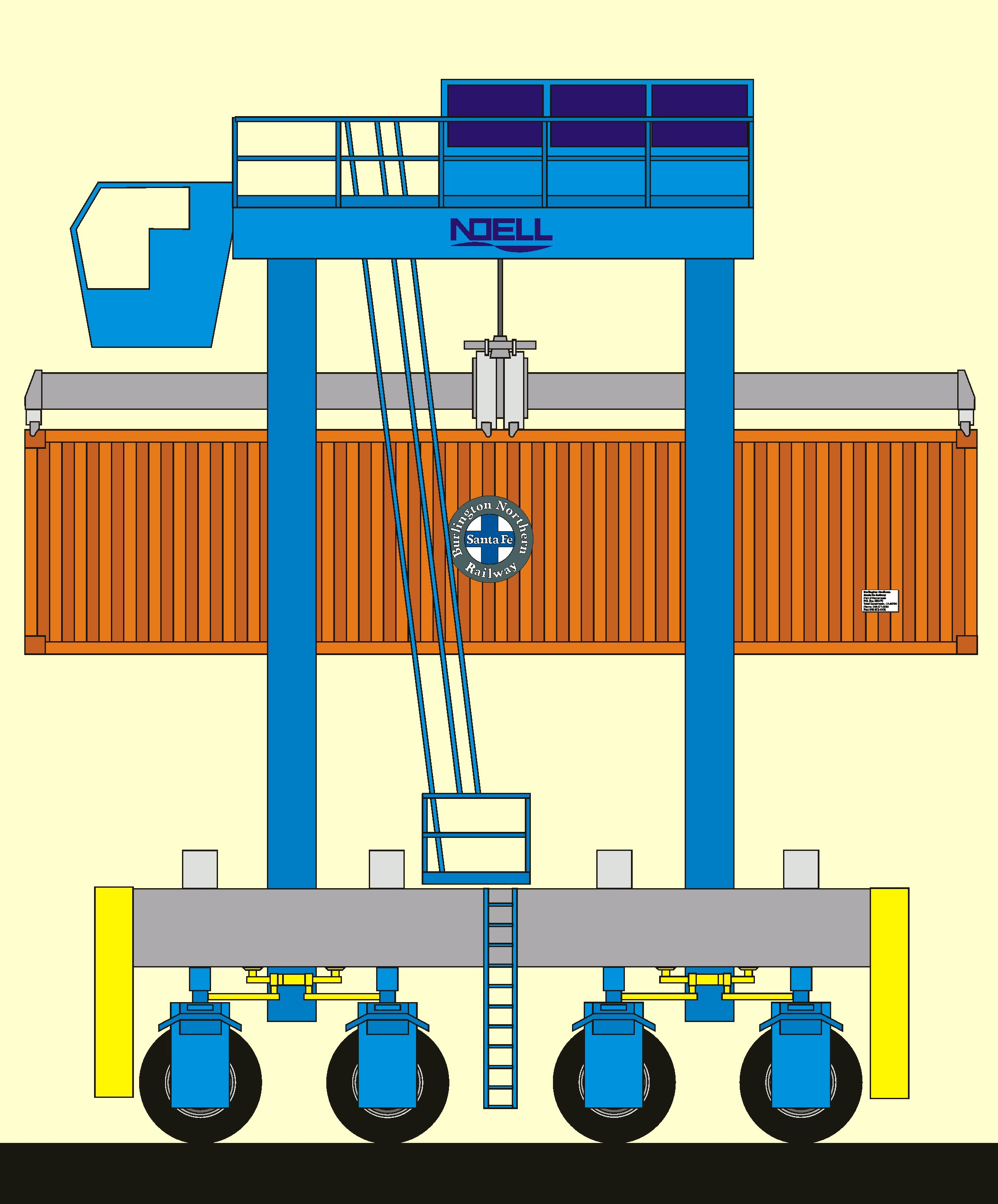
Van Carrier.

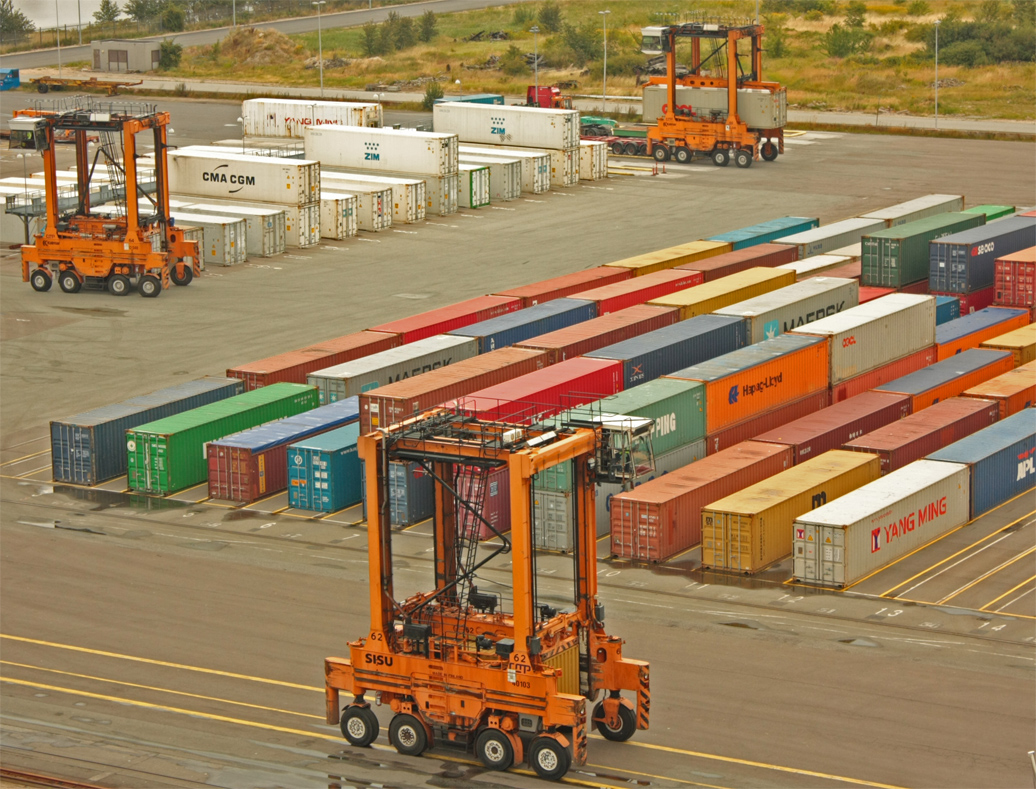
Straddle carrier en el puerto de Copenhague.

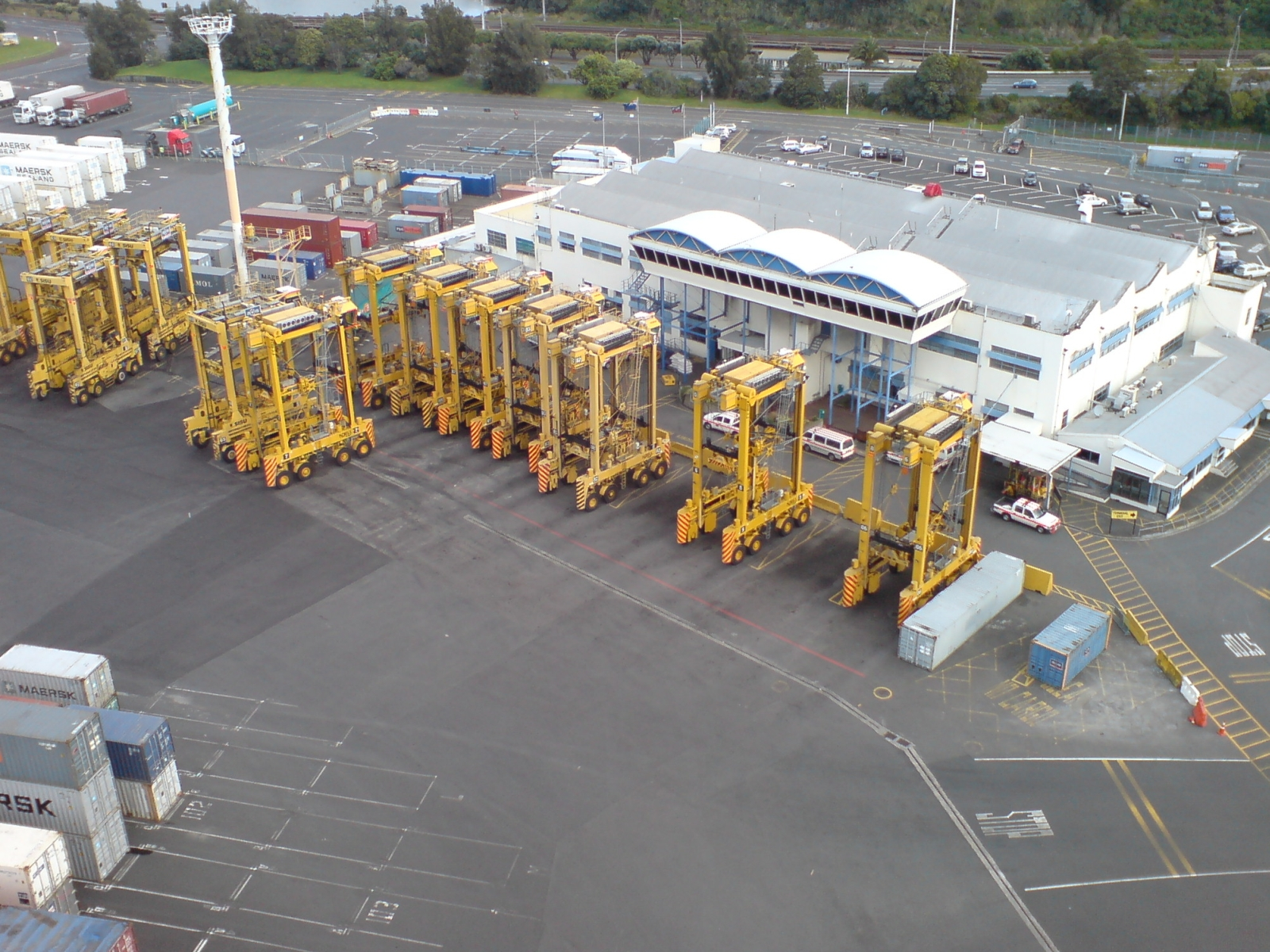
Carretillas pórtico estacionadas en la terminal de contenedores del puerto de Auckland (Australia).

Una carretilla pórtico o straddle carrier es un equipo móvil especial para el transporte de contenedores ISO. Se utiliza para manipular los contenedores dentro de las terminales de contenedores de puertos, cargando, descargando y apilando los contenedores. 

## Descripción
El vehículo consiste en una estructura en forma de pórtico y un sistema de levantamiento, Topspreader en el seno de ésta, que se puede desplazar en dirección vertical con la ayuda de un cabrestante y sirve para izar el contenedor. Durante el desplazamiento de la carretilla pórtico, el contenedor va alojado en el hueco de la estructura. Puede levantar hasta 60 toneladas, que equivale a dos contenedores a plena carga. Además, una carretilla pórtico puede apilar contenedores hasta cuatro alturas.
La estructura está provista de un tren de conducción con ocho ruedas, gracias al cual puede desplazarse por la terminal de contenedores o la terminal de carga. Alcanzan como máximo 30 km/h de velocidad cuando trasladan contenedores cargados. Las carretillas pórtico no circulan por carretera.
La cabina del conductor está situada en la parte superior de la estructura de forma que la visibilidad hacia delante y hacia atrás sea máxima.

## Funcionamiento
La carretilla pórtico se aproxima por la parte superior de un contenedor que se encuentra en el suelo o en un remolque, el spreader se acopla a las cuatro esquinas del contenedor gracias a un mecanismo hidráulico y es entonces cuando se eleva y transporta.